# マグヌス・ステンボック

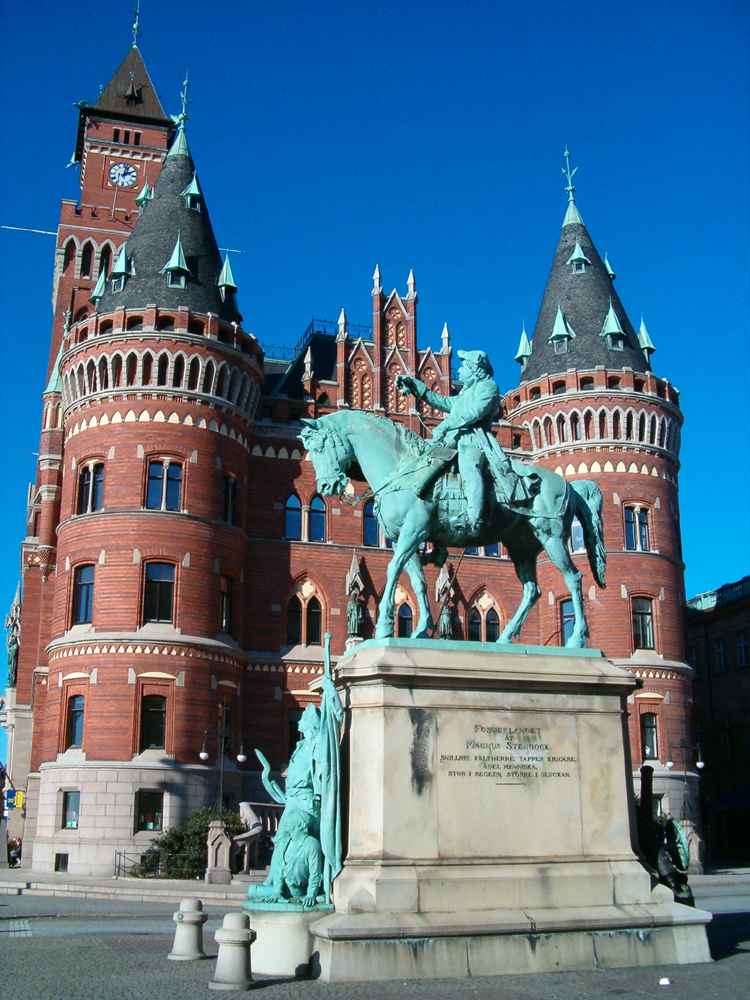
ヘルシンボリにあるステンボックの銅像

マグヌス・グスタフソン・ステンボック伯爵（スウェーデン語: Magnus Gustafsson Stenbock、1665年5月12日 - 1717年2月23日）は、スウェーデンの貴族、軍人（最終階級は元帥）。スウェーデン王カール12世に仕えた名将で、大北方戦争で活躍したことで知られる。ストックホルム生まれ。父親はスウェーデン海軍の提督グスタフ・オットー・ステンボック伯爵、母クリスティーナ・デ・ラ・ガルディはフランスに起源をもつ家系の出身で、一説には前王朝のヴァーサ家に連なる血筋と言われる。

## 生涯
ウプサラ大学とパリで教育を受けた後、軍務に就くことを選び、オランダ軍でキャリアを積んだ後スウェーデン陸軍に入り、1688年に少佐に昇進した。大同盟戦争ではネーデルラントとライン川戦線で活躍、フルーリュスの戦いで頭角を現した。
大北方戦争が勃発すると、ダーラナ連隊長としてナルヴァの戦いで戦功を挙げ、リガの戦い、クリシュフの戦い、クラクフの戦いでも活躍、1703年にはプウツクの戦いに勝利した。1706年には将軍に取り立てられた上、ヘルシンボリで大勝してスコーネ総督にも任命された。主君カール12世から厚く信任され、アンダーシュ・ライェルクローナ（Anders Lagercrona）将軍からステンボックが泥酔しているとの苦情が寄せられるとカール12世は「酔っているステンボックはしらふのライェルクローナよりも命令を下すことが上手い」と取り付く島もなかったという。
彼は若い頃からオランダ軍、神聖ローマ帝国軍でキャリアを積み、さらにスウェーデン陸軍に入ると1699年までに連隊長にまで昇進した。大北方戦争が始まると、主君カール12世の軍事的側近となり、ナルヴァの戦い、リガの戦いなどで重要な戦功を上げ、ついに将軍に取り立てられた。ステンボックはクラクフ要塞の守備隊長を務め、カール12世の信任を得て、ポーランド・リトアニア共和国の支配を任された（当時のポーランド王スタニスワフ・レシチニスキはスウェーデンの傀儡であった）。ステンボックはポーランド人のゲリラ攻撃に悩まされながらもポーランドの統治に成功し、1707年にはスウェーデン最大の軍人と言われるカール・グスタフ・レーンスケルドの後任としてスコーネの総督に任命された。同時期のスウェーデン軍にはメルネル将軍やアルヴィド・ホルン将軍がいた。彼らは後に、衰退したスウェーデン軍の再編に力を尽くす事になる。
ステンボックは、1709年6月28日のポルタヴァの戦いに敗れたことで厳しい立場に追い込まれる。ポルタヴァでは多くのスウェーデンの将官が戦死もしくは捕虜となり、スウェーデン軍は事実上壊滅、主君カール12世はオスマン帝国に亡命すると言う事態にまで陥った。さらに、この敗戦を見たデンマークが君主不在のスウェーデンに宣戦。ステンボックはスコーネ防備の責任者として、わずかな軍を率いてデンマーク軍を水際で防ぐという重責を負うことになる。ポルタヴァの戦い以降、ステンボックは主君が不在のまま孤独な戦争を続けることになった。1709年11月、デンマーク軍はエーレスンド海峡を渡った。スコーネ戦争における1676年以来の危機である。1710年2月、ステンボックはこれをスコーネのヘルシンボリで迎撃し、ヘルシンボリの戦いの幕が切って落とされた。 スウェーデン軍にとっては防衛戦争であるため士気が高く、デンマーク軍に猛攻を加えて壊滅させることに成功した。以後デンマークは、スコーネに侵攻する力を失い、この後大北方戦争で守勢に立たされる事となった。
しかしヨーロッパ大陸のスウェーデン軍は敗戦を重ねていた。ステンボックは彼らを救うためにバルト海を渡る。彼はポーランドと休戦条約を結び、ドイツ（神聖ローマ帝国）へと向かった。しかしこのポーランドとの休戦は、大北方戦争全体から見れば、スウェーデンの失敗のひとつであったと言われている。ステンボックは、1712年12月9日、メクレンブルク公領内のガーデブッシュで、ザクセン軍、デンマーク軍と対峙した。ガーデブッシュの戦いである。デンマーク軍は、デンマーク王フレゼリク4世が指揮を執った。この戦いで、ステンボックは、ザクセン・デンマーク軍に大勝するのである。この報を聞いたカール12世は歓喜し、彼に陸軍元帥の地位を与えた。ステンボックは、大北方戦争においてカール12世に次ぐ名将として名を馳せた。
しかし、名声は彼を慢心へと陥らせた。彼は1712年12月29日、デンマーク領のドイツ都市を無慈悲にも焼き討ちにしたのである。彼はこの行為によって全ドイツを敵に回してしまい、次第に孤立していった。本国からの支援もなく、補給も得られなかった。主君カール12世もオスマン帝国に亡命したままで、帰国の兆しもなかった。1713年、彼の軍隊はテンニング包囲戦で孤立無援に陥り、抵抗ののちついに降伏し、コペンハーゲンで捕虜生活を送った。1717年、ステンボックはコペンハーゲンで捕虜のまま生涯を終えた。